# Gustav Lang (Bauingenieur)

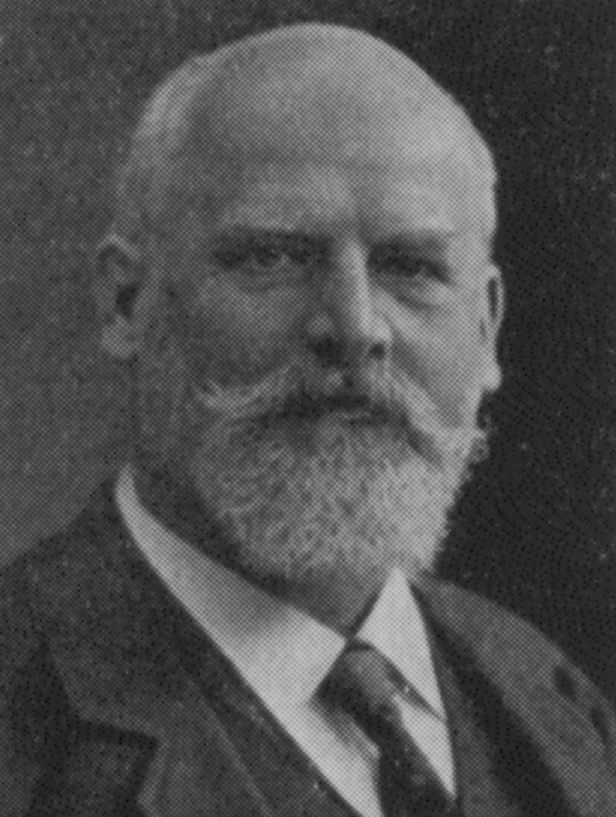
Gustav Lang

Gustav Lang (* 11. Januar 1850 in Reutlingen; † 9. Juni 1915 in Hannover) war ein deutscher Bauingenieur. 

## Leben
Lang studierte an der Technischen Hochschule in Stuttgart. 1870/71 nahm er als Freiwilliger am Deutsch-Französischen Krieg teil. 1872 bestand er die Bauführerprüfung und begann seine berufliche Laufbahn im württembergischen Staatseisenbahndienst. 1876 legte er die Baumeisterprüfung ab und wurde Assistent für praktische Geometrie am Polytechnikum in Stuttgart, wo er sich ein Jahr später habilitierte und Privatdozent wurde. 1882 erhielt er die Professur für Ingenieurwissenschaften am Polytechnikum in Riga. 1890 wechselte er dann als etatmäßiger Professor für Baukonstruktionslehre an die TH Hannover. Hier begründete er das Bauingenieur-Laboratorium, das 1905 in Betrieb genommen wurde. 1907 wurde er zum Geheimen Regierungsrat ernannt. Im Ersten Weltkrieg stand er seit dem 1. November 1914 im Heeresdienst.
Gustav Lang wurde auf dem Friedhof in Reutlingen beigesetzt.

## Schriften (Auswahl)
- Zur Entwicklungsgeschichte der Spannwerke des Bauwesen: ein Anhang zu den Lehrbüchern über allgemeine Baukunde und Brückenbau. Kymmel, Riga 1890.
- zusammen mit Friedrich Waldau: Der Schornsteinbau. Helwing, Hannover 1896–1920:
  - H. 1: Geschichte und Lichtabmessungen der Schornsteine, 1896.
  - H. 2: Querschnittsformen, Spannungsvertheilung, Wärmespannungen und Winddruck, 1896
  - H. 3: Anordnung gemauerter Schornsteinschäfte, 1901
  - H. 3, Anhang: Anleitung zum Entwerfen und zur statischen Berechnung genauester Schornsteine, 1898
  - H. 4: Sockel, Grundbau, Fuchs und Einsteigöffnungen, Bekämpfung der Rauch- und Russplage, 1911
  - H. 5: Blitzableiter-Richten, Höhermauern, Niederlegen, Verschieben der Schornsteine, 1920
- Das Holz als Baustoff, sein Wachstum und seine Anwendung zu Bauverbänden. Kreidel, Wiesbaden 1915.